# Закон сталних односа маса
Закон сталних односа маса (Прустов закон) је један од основних хемијских закона. По њему се елементи међусобно једине у тачно одређеним и сталним масеним односима када дају исто једињење.
Закон је 1794. дао француски хемичар Жосеф Пруст.
Из овог закона јасно произилази да је састав хемијских једињења сталан без обзира на начин њиховог добијања. Тако ће на пример вода у себи увек садржати 8 маса кисеоника на сваку масу водоника. (Ar(H)=1 g/mol, Ar(O)=16g/mol))
Иако овај закон важи за огромну већину једињења (заједно се називају далтоноиди) постоји одређен број изузетака. Тако нпр. нека једињења појединих метала и кисеоника у зависности од услова под којим настају имају варијабилан састав. У том случају се ради о бертолоидима. Међутим, број ових једињења је занемарљив.
Види још: Закон умножених масених односа